# Signorinette nella vita
Signorinette nella vita è un libro di Wanda Bontà del 1942, edito da Ugo Mursia Editore.

## Trama
Rincontriamo le ragazze di Signorinette tre anni dopo. È il 1942, le fanciulle hanno appena terminato gli studi, ma la vita da signorine tanto agognata in realtà si rivela assai diversa: è scoppiata la guerra, i soldati partono per il fronte, Milano vive con lo spettro dei bombardamenti aerei, c'è il razionamento... Renata deve affrontare la partenza del fidanzato Riccardo e l'arrivo della tremenda suocera; Iris parte di malavoglia per un pensionato marino per dare ripetizioni alle ragazzine, ma vi troverà il suo primo amore. Tra le buffe e seppur tragiche avventure di Renata ed i romantici sogni di Iris trascorre un'ultima estate serena per le ragazze. In autunno si iscriveranno all'università, saranno sempre più prese dalla dura realtà della vita quotidiana in tempo di guerra, matureranno nel dolore e nella lotta, raggiungendo la piena consapevolezza di loro stesse. Iris, perdute ormai le fanciullaggini sentimentali, si afferma come scrittrice ed intravede un futuro accanto al paziente ufficiale che solo ha suputo comprenderla ed aspettare. Renata, trasformatasi in una vera donna, forte ed altruista, corona il suo sogno accanto all'amato Riccardo.